# Heinrich Antoine-Feill
Heinrich Nils Antoine-Feill (* 13. Februar 1855 in Hamburg; † 27. Mai 1922 ebenda) war ein deutscher Rechtsanwalt und Mäzen in Hamburg. Berühmt war seine Uhrensammlung.

## Leben

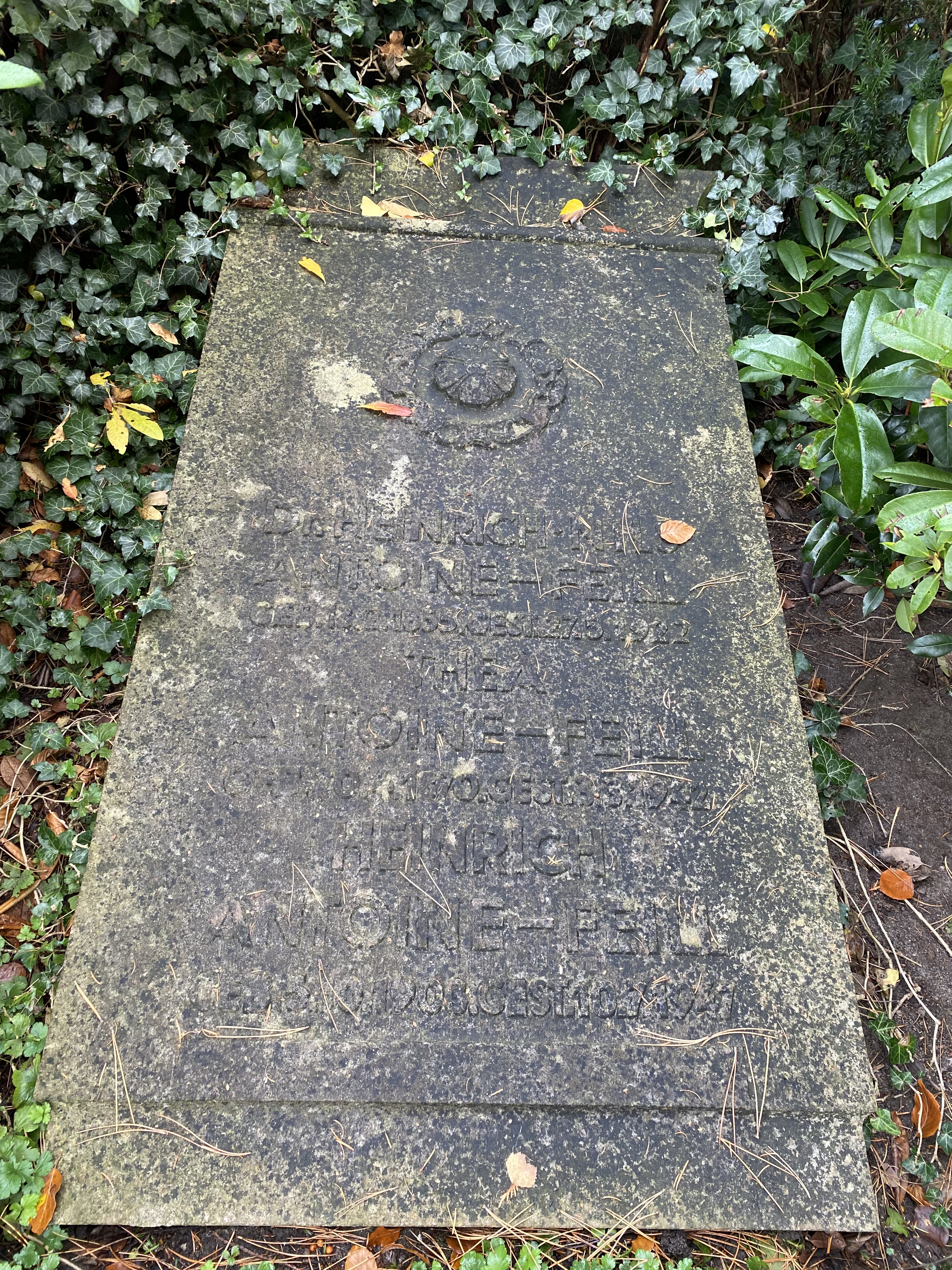
Grabstätte

Heinrich Antoine-Feill war Sohn des Hamburger Rechtsanwalts Heinrich Frans Angelo Antoine-Feill und studierte Rechtswissenschaft an der Universität Jena, der Universität Bonn und der Universität Leipzig. Er wurde Mitglied des Corps Franconia Jena (1874), des Corps Hansea Bonn (1874) und des Corps Misnia Leipzig (1876). Er schloss das Studium in Kiel ab und musste das Lübecker Examen einmal wiederholen. Er wurde am 8. August 1879 in Hamburg als Advokat immatrikuliert. Er führte die Anwaltskanzlei seines Vaters fort und war vor allem im Bereich des See- und Assekuranzrecht viel beschäftigt.  Er förderte die Kunst und war Initiator, Gründer und Aufsichtsratsvorsitzender des Deutschen Schauspielhauses.
Seine Uhrensammlung wurde am 24. März 1955 in Köln versteigert. Sie wurde von dem Goldschmiedemeister, Uhrmacher und Gründer des Wuppertaler Uhrenmuseums Georg Abeler ersteigert und bildete den zentralen Bestand dieses Museums das in den folgenden Jahrzehnten weiter wuchs. 2016 gab die Familie Abeler das Museum auf, die Sammlung wurde zum größten Teil versteigert.
Heinrich Antoine-Feill war verheiratet mit Thea Heymann. Er verstarb 67-jährig in seiner Geburtsstadt und wurde auf dem Nienstedtener Friedhof beigesetzt.

## Schriften
- Das Mandatum Tua Gratia (lib. III., Tit. X., Art. I. des Lübischen Rechts) und die Kaufmännische Empfehlung, Inauguraldissertation, 1878